# Kısır

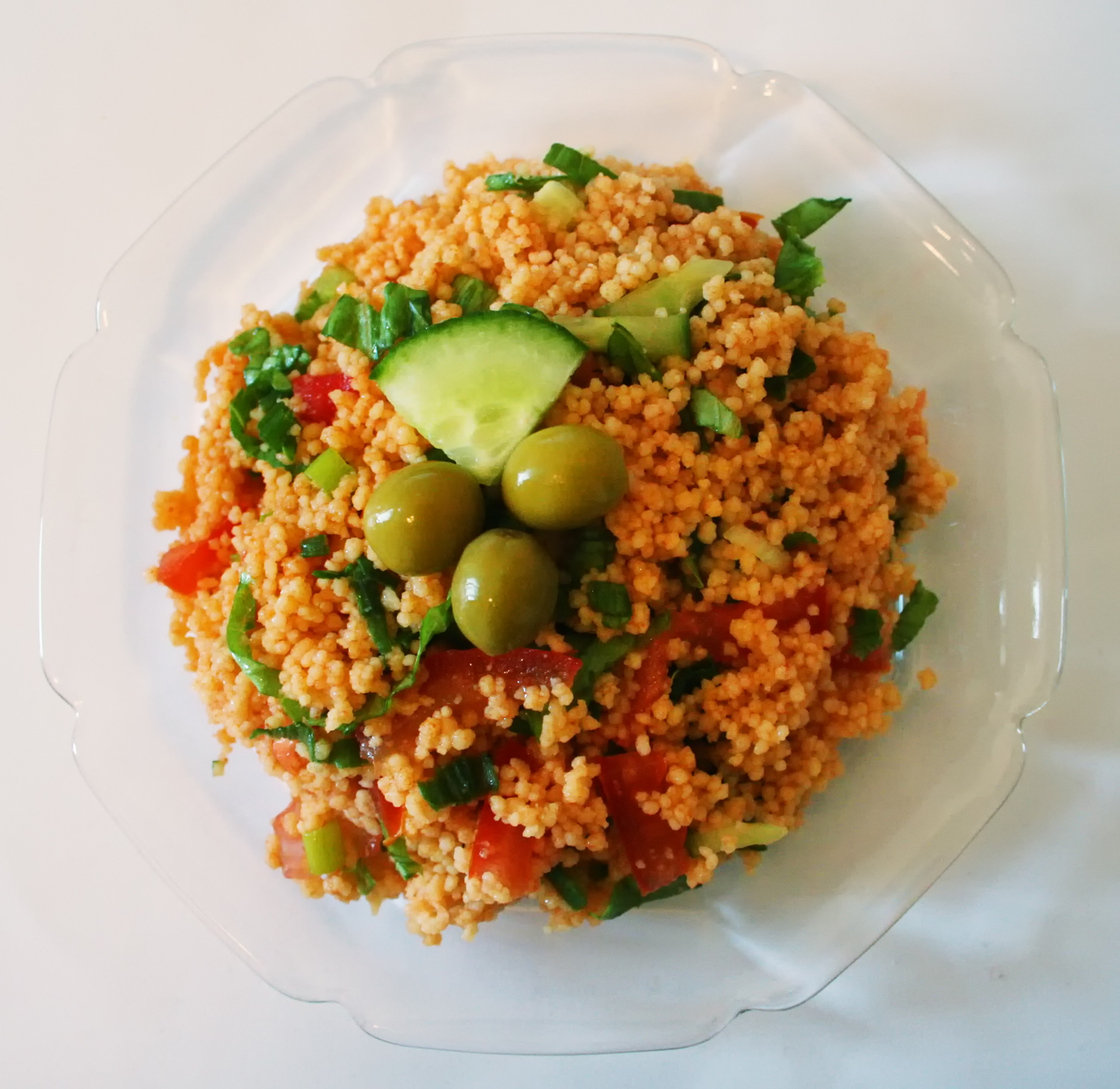
Talerz z kısır udekorowany oliwkami i kawałkami ogórka

Kısır – danie kuchni tureckiej; sałatka sporządzana z drobnoziarnistego bulguru, przecieru pomidorowego lub świeżych pomidorów, świeżych ogórków, papryki lub pasty z pieczonej z papryki, cebuli i świeżych ziół (natka pietruszki, mięta, koperek itp.). Przyprawiana jest kminem rzymskim (kuminem), solą, pieprzem, sproszkowaną papryką, oliwą oraz sokiem z cytryny lub sokiem (melasą) z granatów nar ekşisi. Kisir posiada wiele lokalnych wariacji. Podaje się go jako przystawkę.